# Черрионе
Черрионе (итал. Cerrione) — коммуна в Италии, располагается в регионе Пьемонт, в провинции Бьелла.
Население составляет 2853 человека (2008 г.), плотность населения составляет 104 чел./км². Занимает площадь 28 км². Почтовый индекс — 13882. Телефонный код — 015.
Покровителями коммуны почитаются Пресвятая Богородица (Madonna del Carmine), святые Иоанн Креститель, празднование 24 июня, и Георгий Победоносец.

## Демография
Динамика населения:

## Администрация коммуны
- Официальный сайт: